# Ендрю Блум
Ендрю Блум (англ. Andrew Blum; нар.1977) — американський письменник і журналіст. Він пише про архітектуру, дизайн, технології, містобудування, мистецтво, подорожі. Його праці були опубліковані в журналах Wired; Newsweek; Wall Street Journal; New Yorker; Нью-Йорк Таймс; Vanity Fair; BusinessWeek; Slate; Popular Science.

## Біографія
Ендрю Блум народився у Нью-Йорку. Він отримав ступінь з літератури Емгерстського коледжу та ступінь з соціально-економічної географії Університету Торонто.

## Роботи
- Tubes: A Journey to the Center of the Internet (2012)[4]